# Иван Блатник
Иван Блатник (Ниш, 1985—), је дизајнер, карикатуриста и сликар, млађе генерације који је на ликовну сцену Србије ступио након дипломирања на Интернационалниом Факултету лепих уметности у Нишу, као креативно радознао и лично ненаметљив али пресудно сензибилилан и креативни уметник, савршених цртачких и дизајнерских способности. Члан је УЛУПУДС-а од 2012. године. Учесник је многобројних самосталних и колективних изложби у земљи и иностранству.

## Живот и каријера
Иван Блатник рођен је у Нишу 18. јануар 1985. године, у породопци познатог Нишког артхитекте, картикатуристе и сликара Александра Блатника. Након завршеног основног школовања завршио је средњу уметничку школу „Ђорђе Крстић“ - одсек гафички дизајн, а потом и Интернационални Факултет лепих уметности у Нишу - одсек графички дизајн, дизајн ентеријера.
Годину дана предавао је ликовно образовање у Основној школи „Свети Сава“ у Нишу. Поред сликарства бави се карикатуром графичким дизајном, дизајном ентеријера, опремањем, књига плаката, визит карти, брошура, каталога...
Иван Блатник је и велики присталица хуманитарних активности. До сада је учествовао и био гост на многим хуманитарним акцијама са својим ликовним радовима, или је на аукцијама, на којима је претходно „уживо“ стварао слике, истима обезбеђивао средства за многе хуманитарне циљеве.
Члан је УЛУПУДС-а од 2012. године и Мултимедијалног удружења уметника „Цар Константин“-Ниш. Живи и ствара у Нишу.

## Уметнички рад
Иван Блатник је као карикатурсута редовни учесник годишњих изложби карикатуре у земљи и иностранству, међу којима су значајније; Пјер, Београд, Светска галерија карикатура - Скопље, Бијенале Сокобања, као и изложбе карикатуре у Турској, Италији, Француској).
Иван Блатник се са посебнаим, њему специфичним стилом ликовног изражавања, бави и сликарством, и редовно излаже на групним и самосталним изложбама у земљи и иностранству.
Годину дана као наставник ликовног образовања у Основној школи " „Свети Сава“ " у Нишу, са ликовним радовима својих иченика освајао је бројне награде на разним дечјим конкурсима за ликовни рад широм Србије (награда Ниш Експрес, Кока Кола итд)
Поред карикатуре Иван Блатник бави се и графичким дизајном и дизајном ентеријера. Као графички дизајнер опремио је више књига и урадио већи број плаката, визит карти, брошура, каталога, а као дизајнер ентеријера, пројектовао је и уредио већи број ентеријера.

### Блатник и Блатник
Свој непоколебњив, специфичан, експресивни и помало „дрзак“ сликарски израз, који несебично користи у обраћању љубитељима ликовне уметности, Александар Блатник је пренео и на свог сина, јединца, Ивана Блатника, дизајнера, карикатуристу и сликару (младог, радозналог и лично ненаметљивог али пресудно сензибилилног и креативног уметника, млађе генерације, савршених цртачких и дизајнерских способности).
Уназад неколико година (у другох деценији 21. века) Александар и Иван Блатник, поред заједничког учешћа на бројним колективним изложбама, излажу своја дела, слику уз слику, и на самосталним излобама под називом „Блатник и Блатник“ („Blatnik & Blatnik“).
И док Александар Блатник на својим делима недвосмислено повезује хероје и ликове попут оних из нашег свакодневног живота (Зоран Радмиловић, Бора Јерете, Новак Ђоковић...), и оне из прошлости (Тулуз Лотрек, Модиљани, Пикасо), он као да преиспитује етику морала, и монотонију устаљених животних норми, дотле његов син, Иван Блатник, следећи донекле идеје свог великог оца, уз његове слике равноправно излаже и дела која имају једну нову верзију посматрања сликарских генија, и великих људи.
Док се Александар Блатник на својим сликама поиграва људском природом, кроз ликове великих умова 20. века, он веома вешто користећи боју и сликарску кичицу, алудира на њихове мане, врлине, жеље, слабости али и пролазност живота.
Дотле се Иван Блатник „отвара питање“ дуалитета људске природе и поларизованих страна личности, стављајући их у супротстављену, колористички експресивну страну геоматријски и монохроматски савршено изведених представа, он обичног човека приказује кроз примере светских великана Тесле, Немање Радуловића, Пикаса...или како Иван каже:
| „ | Инспирисан сам неким људима, који више нису са нама, али су оставили траг на планети, али и неким новим ликовима, попут Новака Ђоковића, који је стварно једна врста легенде. | ” |

## Признања
Његове карикатуре донеле су му и неколико престижних награда:
- Награда Yomiuri Shinbun, у Јапану,
- Прва наград Мали Пјер, Београд
- Прва, друга и три пута Специјална награда Града Београда.

## Колективне изложбе
Иван Блатник је углавном своје слике и карикатуре излагао на групним изложбама
- Ниш, Годишње изложбе УЛУПУДС-а Ниш,
- Београд, Изложбе УЛУПУДС-а Београд,
- Ниш, Годишње изложбе Мултимедијалног удружења уметника „Цар Константин,“ Ниш,[3]
- Изложбе „Мали формат“ по многим градовима Србије.

## Самосталне изложбе
Иван Блатник је у досадашњој каријери имао четири самосталне изложбе:
- Ниш Изложба у аутобусу „Ко то тамо слика“.[4][5]
- Прокупље, Галерији „Божа Илић“
- Зајечар, Галерија Радул бегов конак.[1]
- Ниш, Галерија НТВ (Нишка телевизија).
- Књажевац, Блатник и Блатник, отац и син, Галерија завичајног музеја Кнажевац, (2015)[6]
- Пирот, Галерија „Чедомир Крстић“, (2015) Изложба Слика и карикатура „Blatnik & Blatnik“ (отац и син).[7]

## Изложбе Александра и Ивана Блатник („Blatnik & Blatnik“)
| Година | У земљи |
| ------ | --- |
| 2015.  | - Пирот, Галерија „Чедомир Крстић“, Изложба Слика и карикатура „Blatnik & Blatnik“ (отац и син). - Књажевац, Галерија завичајног музеја у Књажевцу, Изложба „Blatnik & Blatnik“. |
| 2011.  | - Зајечар, Галерија Радул бегов конак. Изложба „Blatnik & Blatnik“ - Ниш, Изложба у аутобусу „Ко то тамо слика“.                                                                 |